# 埼玉県道129号加須羽生線

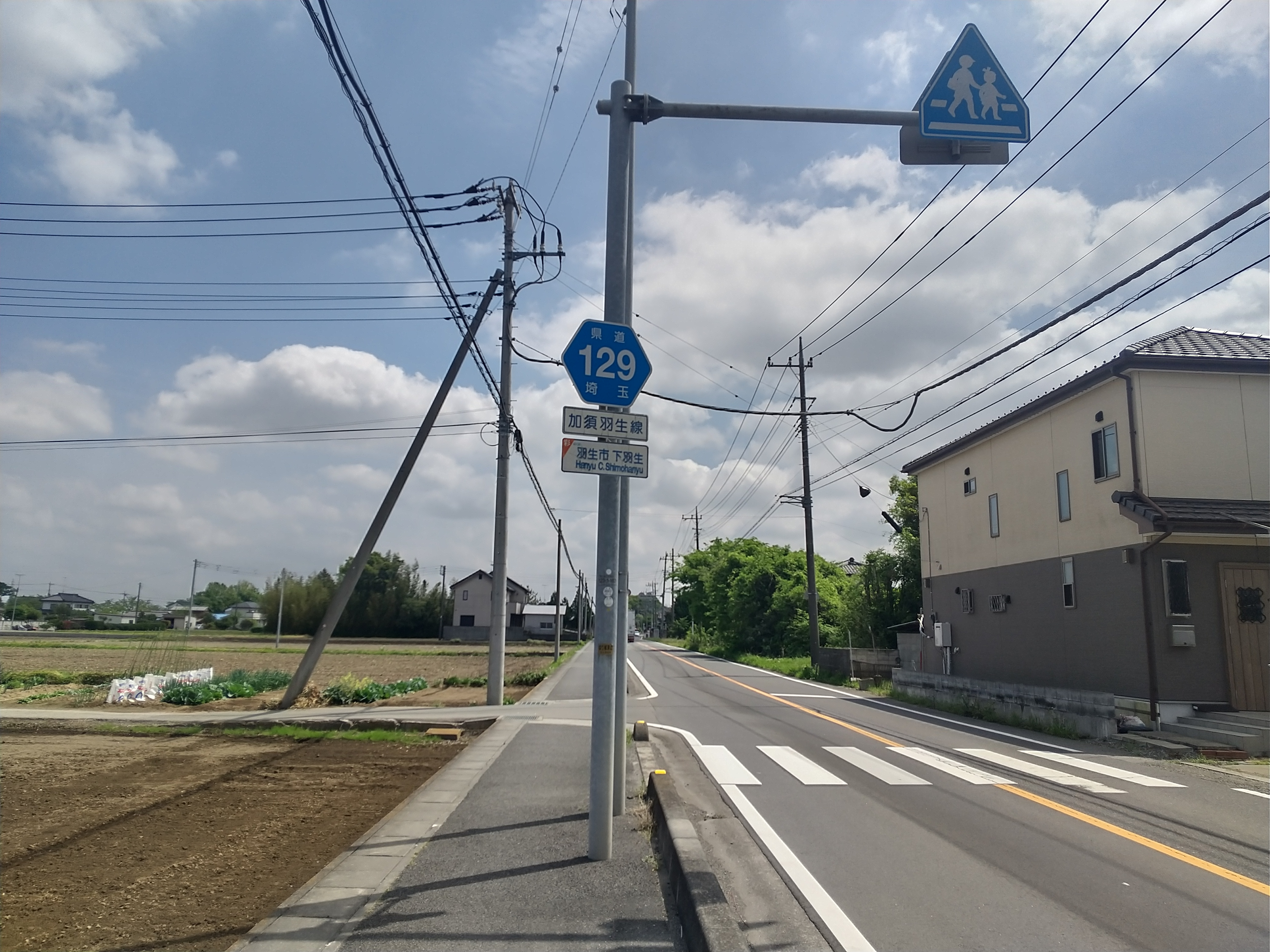
羽生市下羽生付近

埼玉県道129号加須羽生線（さいたまけんどう129ごう かぞはにゅうせん）は、埼玉県加須市の埼玉県道366号三田ヶ谷礼羽線から、羽生市の国道122号及び埼玉県道32号鴻巣羽生線に至る県道である。

## 起点・終点
- 起点 埼玉県加須市 埼玉県道366号三田ヶ谷礼羽線 不動岡小入口交差点
- 終点 埼玉県羽生市 国道122号（起点方面重複：埼玉県道60号羽生外野栗橋線、終点方面重複：埼玉県道128号熊谷羽生線）・埼玉県道32号鴻巣羽生線・埼玉県道84号羽生栗橋線重複・埼玉県道413号羽生停車場線重複 小松台交差点

## 概要
加須市不動岡地区から羽生市手小林地区（南羽生駅付近）を抜け、羽生市中央に至る。
羽生市内では埼玉県道412号南羽生停車場線の秀安交差点から南7丁目までは、かつては国道122号だった。
2022年4月1日に起点が不動岡交差点から不動岡小入口交差点に変更となり、加須市内が国道125号との重複区間になったことで、単独区間は羽生市内のみとなった。2023年3月29日には終点が南3丁目交差点から南7丁目交差点より埼玉県道84号羽生栗橋線及び同日付で加須羽生線の旧区域を引き続いた形で延伸した埼玉県道413号羽生停車場線と重複し、国道122号と交差する小松台交差点に変更された

## 地理

### 通過する自治体
- 埼玉県
  - 加須市
  - 羽生市

### 交差する道路
| 交差する道路                                     | 交差する道路                                     | 交差点名     | 所在地 | 所在地 |
| ------------------------------------------------ | ------------------------------------------------ | ------------ | ------ | ------ |
| 埼玉県道366号三田ヶ谷礼羽線                      | 埼玉県道366号三田ヶ谷礼羽線                      | 不動岡小入口 | 加須市 | 不動岡 |
| 国道125号（加須羽生バイパス）                    | 本線                                             | 町屋         | 羽生市 | 町屋   |
| 埼玉県道412号南羽生停車場線                      | 埼玉県道412号南羽生停車場線                      | 秀安         | 羽生市 | 秀安   |
| 埼玉県道84号羽生栗橋線 埼玉県道413号羽生停車場線 | 埼玉県道84号羽生栗橋線 埼玉県道413号羽生停車場線 | 南7丁目      | 羽生市 | 南     |
| 国道122号                                        | 国道122号                                        | 小松台       | 羽生市 | 小松台 |
| 埼玉県道32号鴻巣羽生線                           |                                                  |              |        |        |

### 重複区間
- 国道125号（加須羽生バイパス）：加須市、不動岡小入口交差点 - 町屋交差点
- 埼玉県道84号羽生栗橋線・埼玉県道413号羽生停車場線：羽生市、南7丁目交差点 - 小松台交差点

### 沿道・近隣の主な施設
- 南羽生駅
- 富徳寺
- 羽生物流センター
- 羽生高等学校

## ギャラリー

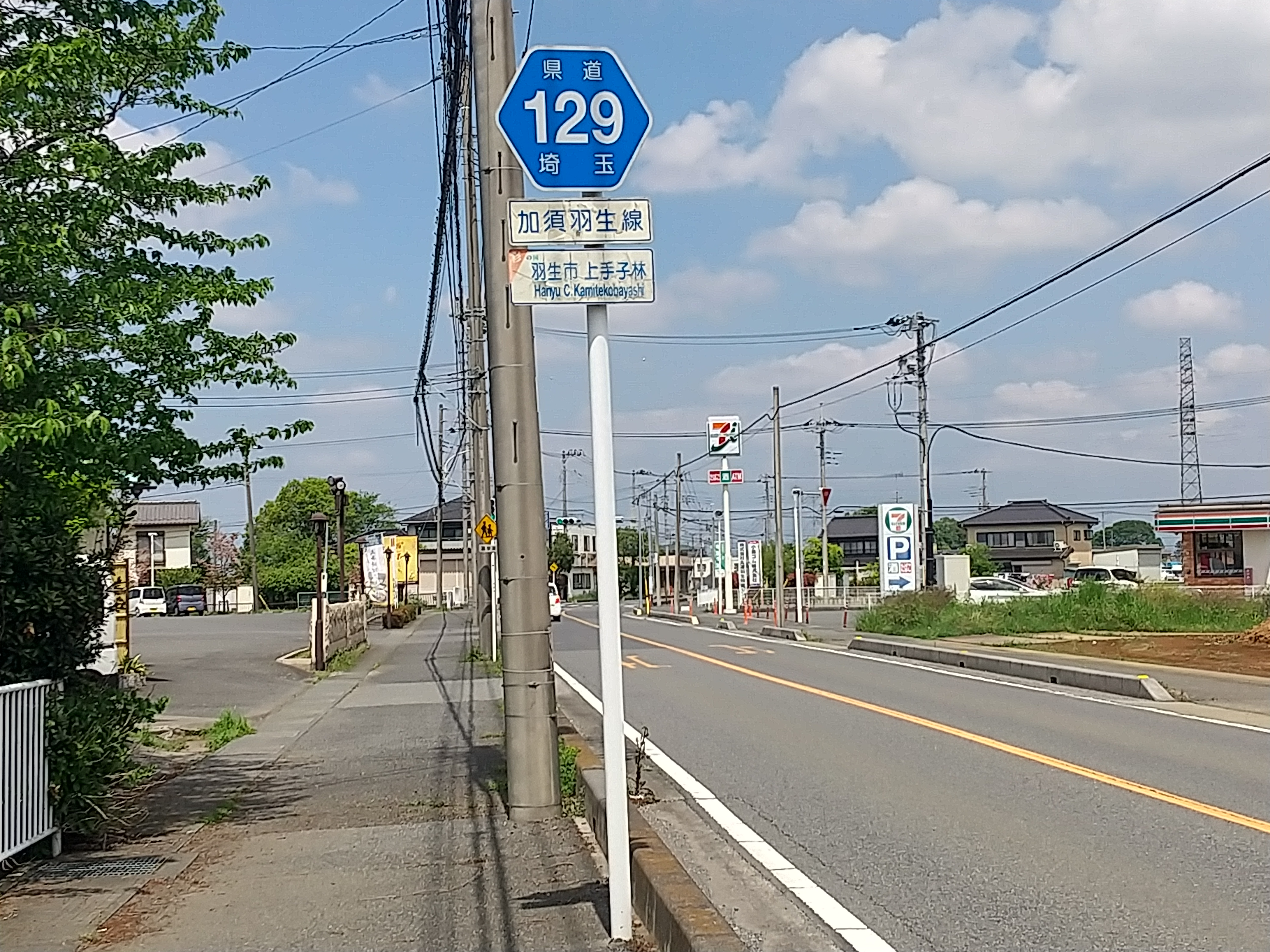
羽生市上手子林付近
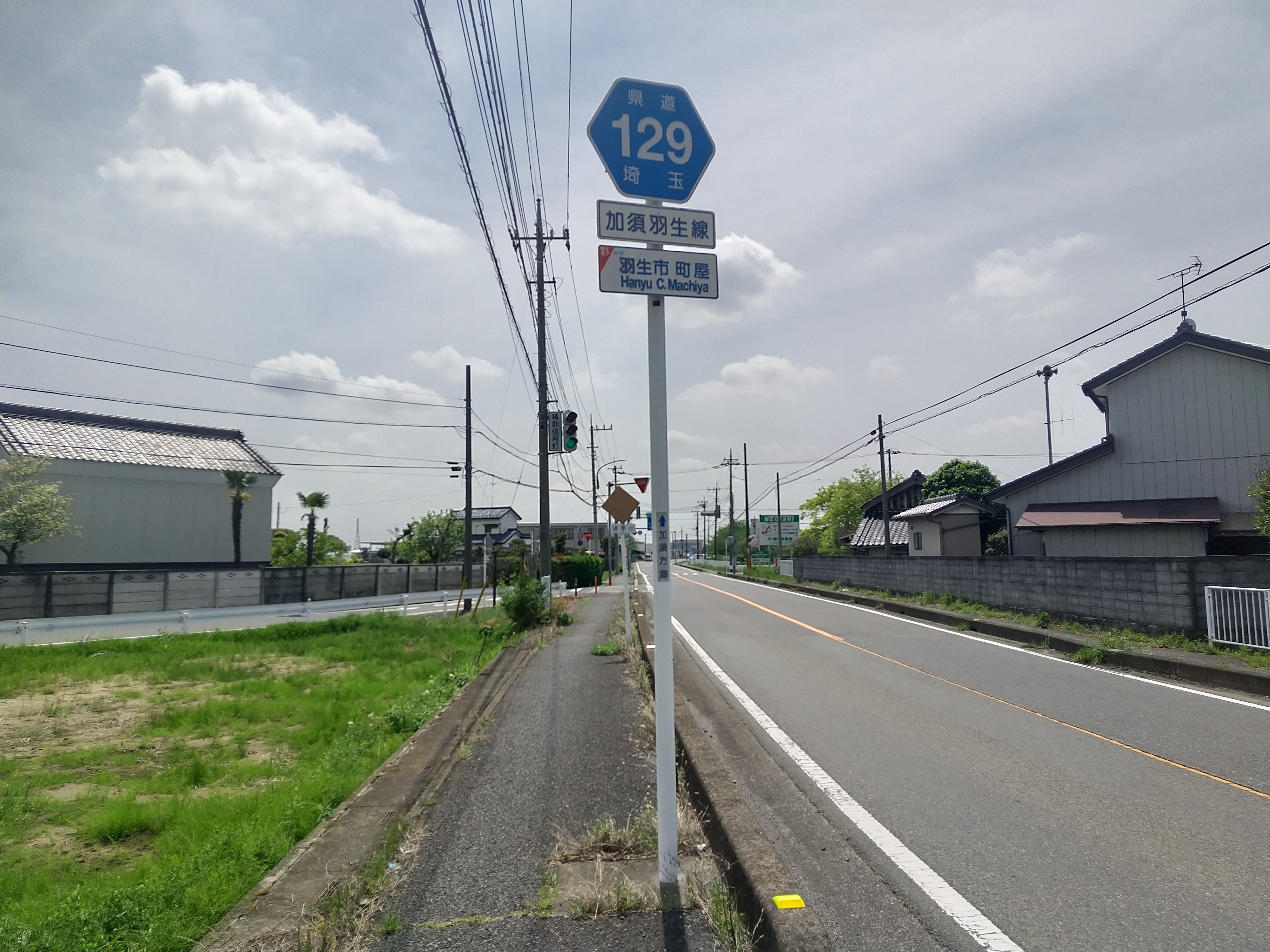
羽生市町屋付近